# Célula parafolicular
Las células parafoliculares o células C son células productoras y secretoras de calcitonina y están localizadas en la tiroides (0,1%). Son grandes, con gránulos secretorios, y embriológicamente se originan en la cresta neural).
Se encuentran en menor número que las células foliculares y están localizadas en dirección basal en el epitelio folicular. Nunca contactan con la luz ni con el coloide folicular. Se encuentran por dentro de la membrana basal (entre la membrana basal y célula folicular). Presentan desmosomas que las unen entre sí pero no con las células foliculares. Producen y liberan por exocitosis el polipéptido calcitonina.
Las células parafoliculares fueron identificadas por primera vez por Baber en 1876 en la tiroides de un perro.
Actualmente se encuentran relacionadas con el carcinoma medular de tiroides.